# Lygisaurus zuma
Espèce
Synonymes
- Carlia zuma (Couper, 1993)

Lygisaurus zuma est une espèce de sauriens de la famille des Scincidae.

## Répartition
Cette espèce est endémique du Queensland en Australie.

## Étymologie
Cette espèce est nommée en l'honneur de l'empereur aztèque Moctezuma II, un adorateur du soleil, et fait référence aux habitudes de déplacement de ce saurien.

## Publication originale
- Couper, 1993 : A new species of Lygisaurus de Vis (Reptilia: Scincidae) from mideastern Queensland. Memoirs of the Queensland Museum, vol. 33, no 1, p. 163-166 (texte intégral).